# واشو (شيمبانزي)
واشو (سبتمبر1965 – 30 أكتوبر2007)، هي أنثى شيمبانزي شائع والتي كانت أول مخلوق غير بشري يتعلم التواصل باستخدام لغة الإشارة الأمريكية بعد إشراكها في تجربة لبحث قابلية الحيوانات لتعلم اللغة.
تعلمت واشو نحو 350 إشارة من لغة الإشارة الأمريكية وعلمت ابنها المتبنى لوليس بعضًا من هذه الإشارات.

## حياتها المبكرة
وُلدت واشو في غرب أفريقيا في 1965. أُسرت من قبل القوات الجوية الأمريكية لاستخدامها في برامج بحثية تابعة لوكالة ناسا. سُميت واشو بهذا الاسم نسبة إلى مقاطعة واشو في ولاية نيفادا والذي ترعرعت فيه وتعلمت كيفية استخدام لغة الإشارة الأمريكية.
أسس كل من ألن غاردنر وبيتركس غاردنر في 1967 مشروعًا لتعليم واشو كيفية استعمال لغة الإشارة الأمريكية في جامعة نيفادا، رينو. فشلت المحاولات السابقة لتعليم الشيمبانزي في كيفية تقليد اللغات الصوتية (مشروعا غوا وفيكي). آمن آل غاردنر باحتواء التجارب السابقة على أوجه للقصور بسبب عدم استطاعة الشيمبانزي جسديًا إصدار الأصوات المطلوبة للتحدث باللغات الشفهية. ابتكر الباحثان حلًا يستند إلى الاستفادة من قدرة الشيمبانزي على تكوين إيماءات جسدية متنوعة، والتي تمثل الطريقة التي يتواصلون فيها مع بعضهم البعض في البرية، وذلك عن طريق إنشاء مشروع لغوي يعتمد على لغة الإشارة الأمريكية. ربى آل غاردنر واشو كطفلة لهما. لبست واشو الثياب في كثير من الأحيان وجلست معهم على مائدة الطعام. امتلكت واشو مقطورتها الخاصة التي يبلغ طولها 24 قدمًا وعرضها 8 أقدام واحتوت على مقتنيات متكاملة مع مناطق للمعيشة والطبخ. احتوت المقطورة على أريكة وأدراج وبراد وسرير مجهز بملاءات وبطاطين. امتلكت واشو ملابس وأمشاطًا وألعابًا وكتبًا وفرشاة للأسنان. خضعت واشو، وبصورة مماثلة للطفل البشري، إلى روتين يومي مؤلف من أعمال منزلية ولعب في الهواء الطلق وجولات في سيارة العائلة. أشّرت واشو بإشارة «ماء» و«طير» عند رؤيتها لبجعة في الماء. يصف عالم النفس روجر براون من جامعة هارفارد هذا بقوله: «كان هذا كاستلام إشارة إس أو إس من الفضاء الخارجي».
قرر آل غاردنر الانتقال لتنفيذ مشاريع أخرى عند بلوغ واشو الخامسة من عمرها، ونُقلت إلى معهد دراسات الرئيسيات في جامعة أوكلاهوما الواقعة في مدينة نورمان ضمن ولاية أوكلاهوما وتحت رعاية كل من روجر فوتس وديبورا فوتس.

## الوعي بالذات والمشاعر
كانت إحدى مقدمي الرعاية لواشو حاملًا وتغيبت لبضعة أسابيع عن العمل بسبب إجهاضها لحملها. يروي روجر فوتس هذه الحالة:
تُعامل واشو الأشخاص الذين يتغيبون عن العناية بها بطريقة باردة، وتُمثل هذه المعاملة طريقتها بإبلاغهم بأنها منزعجة منهم. رحبت واشو بكات (مقدمة الرعاية) بهذه الطريقة الباردة عند عودتها إلى العمل مع قردة الشيمبانزي. اعتذرت كات من واشو، وقررت لاحقًا أن تخبرها بالحقيقة عن طريقة إشارتها لجملة «توفي طفلي». حدّقت واشو إليها، ونظرت بعدها إلى الأسفل. نظرت بعد ذلك إلى عيني كات مجددًا وأشرت «بكاء»، لامست خدها محركة إصبعها على المسار الذي كانت لتشكله الدمعة على خد الإنسان (لا تذرف قردة الشيمبانزي الدموع). أشارت كات لاحقًا إلى أن هذه الإشارة بمفردها قد ساعدتها على التعرف أكثر على واشو وقدراتها الذهنية أكثر من جميع جملها الطويلة والمتقنة النحو.
خسرت واشو طفلين: توفي الطفل الأول بعد الولادة بقليل بسبب مرض قلبي خلقي، وتوفي الطفل الآخر، سيكوياه، بعمر الشهرين بسبب التهاب المكورات العنقودية. 
عند عرض صورة واشو عليها في المرآة وسؤالها عن الشيء الذي تراه، أجابت:«أنا، واشو». تؤمن خبيرة الرئيسيات جين موريس جودال، والتي درست وعاشت مع قردة الشيمبانزي لعقود، أن هذا قد يُشير إلى وجود نوع من الوعي بالذات. عانت واشو بما بدا كأزمة في الهوية بعد أن التقت بقردة شيمبانزي آخرين، وصُدمت بأنها ليست من بني البشر. تمتعت بعد ذلك تدريجيًا بالاختلاط مع قردة الشيمبانزي الآخرين.
استمتعت واشو باللعب التخيلي مع دماها، والتي كانت تحممهم وتتكلم معهم وتمثل معهم سيناريوهات متخيلة. أمضت بعض الوقت أيضًا في تفريش أسنانها وفي الرسم وفي إقامة حفلات الشاي.
بطأت واشو من سرعة لغة الإشارة الخاصة بها عند قدوم طلاب جدد للعمل معها بسبب كونهم مبتدئين في لغة الإشارة، ما ترك انطباعًا بالتواضع على الكثير منهم.
حياتها اللاحقة ومماتها
عاشت واشو في جامعة سنترال واشنطن منذ عام 1980. أعلن المسؤولون التابعون لمعهد تواصل الشيمبانزي والبشر في الحرم الجامعي لجامعة سنترال واشنطن موت واشو في 30 أكتوبر 2007 عن عمر ناهز 42 عامًا.

## تأثيرها على أخلاقيات علم الأحياء
يعتقد البعض أن حقيقة تواصل واشو مع البشر وتكوينها لعلاقات وثيقة وشخصية مع البشر يشير إلى أنها ذات مشاعر وأحاسيس وأنها تستحق مكانة أخلاقية.
شجع العمل مع واشو وغيرها من الرئيسيات القادرة على التواصل بلغة الإشارة تأسيس مشروع القردة العليا، والذي يأمل في «تضمين جميع القردة العليا مثل الشيمبانزي وإنسان الغاب والغوريلا في مجتمع الأفراد المتساوين عن طريق منحهم الحقوق الأخلاقية الأساسية وضمانات الحماية القانونية التي يتمتع بها البشر فقط في الوقت الحالي»، وذلك من أجل تصنيفهم أخلاقيًا تحت فئة «الأشخاص» بدلًا من تصنيفهم كملكيات خاصة.